# Мурман Думбадзе
Мурман Думбадзе (нар. 1 січня 1960) — грузинський політик. Був депутатом парламенту Грузії 8-го терміну (2012–2016). Був членом ГМ. У 2016 році заснував і є лідером партії «Служити Грузії». Він фахівець з математики. Навчався в Тбіліському державному університеті.
Він був:
- Депутат Верховної Ради Аджарії (2004 - 2008)
- Член Тимчасової президентської ради Аджарії (2004)
- Доцент Аджарського державного університету (1991 - 2008)
- Інженер-програміст Аджарського гідрометеорологічного центру (1990 - 1991)
- Аспірант Інституту проблем управління (1987 - 1990)
- Науково-дослідний інститут Міоні (1982 - 1986)